# 孙承泽
孫承澤（1592年—1676年），字耳北，號北海，又號退谷，上林苑监籍山東益都人。明末清初政治家、收藏家。

## 生平
孫承澤于崇禎四年（1631年）中進士，户部观政，授陈留县知县，六年调祥符县，十年行取，十一年欽授刑科給事中。在大順政權中任四川防禦使。入清後任吏部左侍郎、都察院左都御史，極受多尔衮的寵信，孙承泽批评说用满洲礼仪祭天不当，多尔衮仍聽得下去。順治十年（1653年），因題奏保舉大學士陳名夏擔任吏部尚書，引起順治帝不滿，認為孫另有所圖，於是承泽“引疾乞休，（上）允之”，隱居西山櫻桃溝，順治十一年（1654年）建退翁亭、閑者軒、硯山齋（今孫公園處）。晚號退谷。康熙十五年（1676年）卒，賜祭葬如例。
安徽会馆原为孙承泽寓所“孙公园”的一部分。同治五年，安徽籍官员吴廷栋等75人倡议兴修安徽会馆，同治七年，直隶总督、北洋大臣李鸿章与湖广总督李瀚章及淮军诸将集资，购得“孙公园”的大部分，于同治八年二月修建安徽会馆。

## 著作
著述頗豐，有《尚書集解》、記載明崇禎朝典章制度的《山書》、著錄書畫的《庚子銷夏記》、記明代京師地方沿革、名勝古跡、名臣行狀的《春明夢餘錄》和《天府廣記》等。
孫承澤精於品鑒書畫，收藏甚富。曾藏有孫過庭《書譜》、蘇軾《苦雨詩》等書法名跡，名帖中有《宋賜畢文簡淳化閣帖》、《定武契帖瘦本》等，名畫有荊浩《匡廬圖》、宋迪《秋山圖》、崔白《蘆鴈圖》、趙孟堅《水仙圖》、李公麟《摹韋偃牧放圖》等。所藏書畫常用鈐印有“孫承澤印”、“孫氏”、“承澤”、“深山閉戶”、“退翁”、“退谷”、“退谷逸叟”等。同時代的收藏家梁清標曾贈詩“畫圖何讓米家船，周鼎商彝不計年”（退谷歌）。